# M̧
Das M̧ (kleingeschrieben m̧) ist ein Buchstabe des lateinischen Schriftsystems, bestehend aus einem M mit Cedille.
Das M̧ findet in einem Alphabet des Marshallesischen Verwendung, wo es einen velarisierten /m/-Laut [mˠ] repräsentiert.